# Mimosa (astronomia)
Mimosa (Beta Crucis / β Crucis / β Cru), chiamata anche Becrux, è una stella appartenente alla costellazione della Croce del Sud. Con una magnitudine apparente di 1,30 essa è la seconda stella più brillante della costellazione dopo Acrux nonché la ventesima stella più luminosa del cielo notturno. La sua posizione marcatamente australe ne favorisce l'osservazione nell'emisfero australe, mentre gli osservatori dell'emisfero boreale risultano penalizzati. Mimosa è in realtà un sistema stellare composto da tre componenti: due calde e massicce stelle di classe spettrale B e una stella pre-sequenza principale, ancora in fase di formazione. La principale è anche una variabile di tipo β Cephei. Il sistema dista circa 290 anni luce dal Sole. Il nome della stella deriva probabilmente da quello dell'omonimo fiore.

## Osservazione
Mimosa appare ad occhio nudo come una brillante stella azzurra, sulla chiara scia della Via Lattea australe. È la più orientale delle quattro stelle disposte a croce, che caratterizzano la costellazione della Croce del Sud: essa è quindi, fra tali stelle, la più vicina alla coppia α Centauri - β Centauri, dalla quale dista circa 10°. I dintorni osservativi di Mimosa sono molto interessanti: essa si trova nel cielo a meno di un grado a nordovest del famoso ammasso aperto denominato lo Scrigno di Gioie, ovvero NGC 4755. Si tratta di un ammasso di circa 280 stelle concentrate entro un diametro di appena 10', che, alla distanza ipotizzata di 7600 anni luce, equivalgono a circa 14 anni luce.

La stella più luminosa della fotografia è Mimosa. Al centro è visibile l'ammasso aperto NGC 4755, mentre nella parte inferiore è osservabile la nebulosa Sacco di Carbone.

A poco più di un grado a sud di Mimosa è osservabile la celebre nebulosa Sacco di Carbone, una delle più celebri nebulose oscure della volta celeste, evidentissima all'osservatore in quanto si sovrappone a una vasta zona della Via Lattea. Inoltre Mimosa dista 4° 15' da Acrux, con la quale forma la coppia di stelle con magnitudine inferiore a 1,5 più vicina del cielo notturno. Rimarrà tale fino a circa l'anno 2150, quando sarà superata dalla coppia α Centauri - β Centauri, che sta riducendo la sua distanza apparente.
Mimosa ha una declinazione di –59°. Tale posizione marcatamente meridionale implica che essa può essere osservata solo da osservatori che si trovano a sud del 31º parallelo nord, il che esclude il Canada, buona parte degli Stati Uniti, l'intera Europa, l'intera Russia e buona parte della Cina. Inizia invece ad essere osservabile dall'Egitto, dal Texas, dalla Penisola Arabica, dal nord dell'India e dalla Cina del sud. D'altra parte, diventa circumpolare a partire dal 31º parallelo sud, andando verso meridione.
Il periodo più propizio per la sua osservazione nel cielo serale ricade nei mesi compresi fra gennaio e giugno; nell'emisfero australe la sua presenza sempre più alta nel cielo poco dopo il tramonto indica l'inizio della stagione autunnale, mentre nelle sere invernali la stella scompare sotto l'orizzonte sud poche ore dopo il tramonto.
A causa della precessione degli equinozi, 2500 anni fa l'astro era perfettamente visibile da quasi tutto il Mediterraneo, cosicché popoli come i Greci e i Romani la potevano osservare abbastanza bene, anche se bassa sull'orizzonte meridionale; la stella costituiva parte delle zampe posteriori del Centauro, come del resto l'intera costellazione della Croce del Sud, che allora non veniva considerata tale.

## Ambiente galattico e distanza

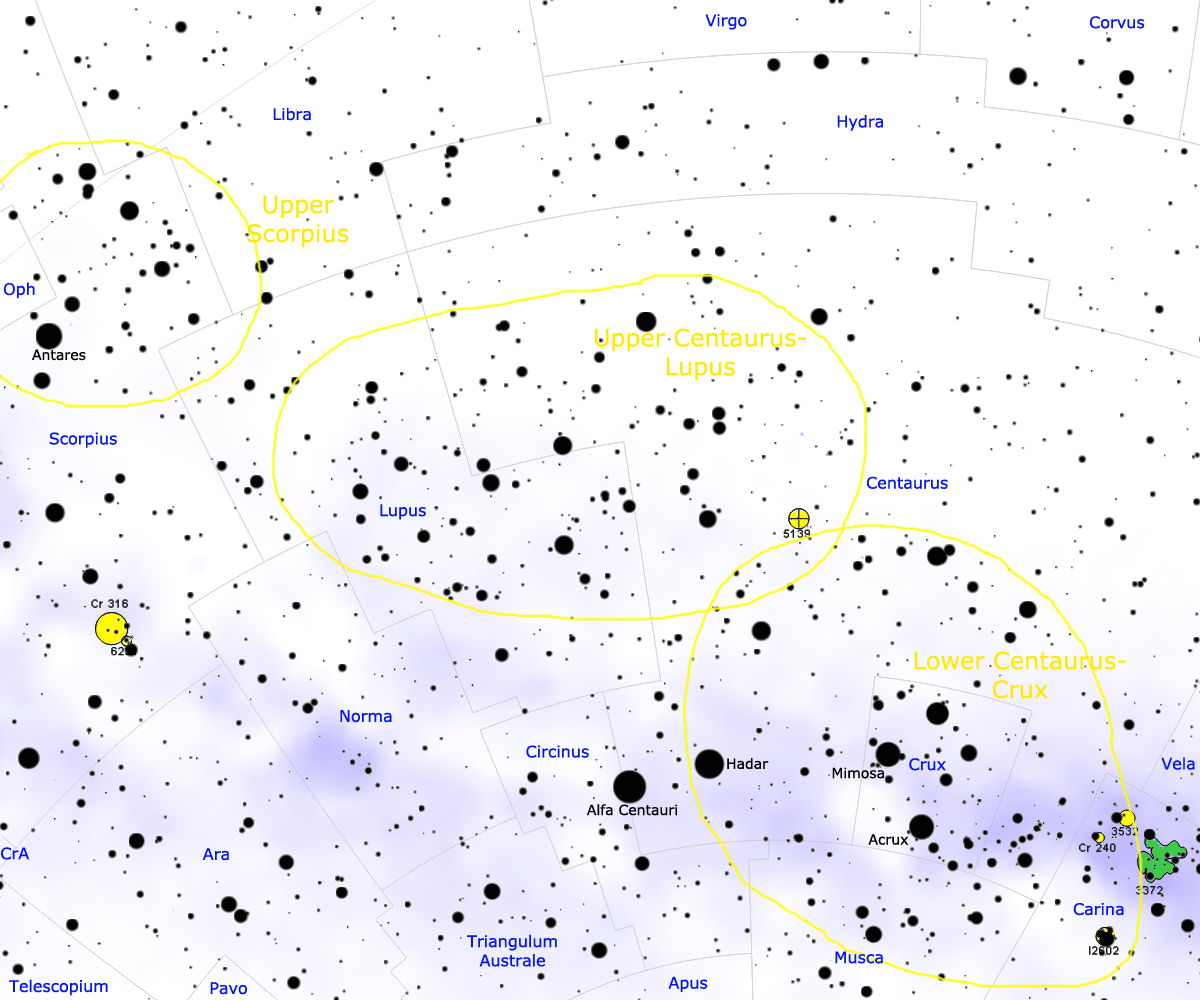
Mappa dell'Associazione Scorpius-Centaurus. Mimosa è in basso, nel gruppo Centauro inferiore-Croce.

È probabile che Mimosa appartenga all'associazione stellare Scorpius-Centaurus, l'associazione OB più vicina alla Terra, della quale fanno parte molte delle stelle blu luminose delle costellazioni dello Scorpione, del Lupo, del Centauro e della Croce del Sud. Centinaia di stelle con massa pari o superiore a 15 masse solari sono state identificate come appartenenti a questa associazione, comprese alcune stelle (come Antares) in una fase avanzata del loro ciclo vitale; si ritiene che il numero complessivo dei membri possa arrivare a 1000-1200 astri.
L'associazione Scorpius-Centaurus è divisa in tre sottogruppi di stelle, chiamati Scorpione superiore, Centauro superiore-Lupo e Centauro inferiore-Croce. È probabile che Mimosa faccia parte di quest'ultimo sottogruppo, che si estende nella parte sudoccidentale del Centauro e che occupa l'area di cielo visibile in direzione della Croce del Sud e della Mosca, fino a raggiungere l'estremità nordorientale della Carena. L'età delle stelle del sottogruppo varia a seconda della loro posizione: le componenti della parte nordorientale, le più prossime al gruppo Centauro superiore-Lupo, hanno un'età di circa 17 milioni di anni, mentre le componenti più meridionali possiedono un'età inferiore, pari a circa 12 milioni di anni; ciò rivela che i fenomeni di formazione stellare sarebbero avvenuti progressivamente in senso nord-sud. Tra i tre sottogruppi dell'associazione Sco-Cen il Centauro inferiore-Croce è quello più vicino a noi, con una distanza media di 118 parsec (circa 385 anni luce).
Quello che suscita dubbi in merito all'effettiva appartenenza di Mimosa a questo sottogruppo è la sua velocità radiale, che si discosta da quella degli altri membri dell'associazione. Tuttavia la natura di stella multipla di Mimosa falsa i dati relativi alla velocità radiale in quanto il moto orbitale delle componenti l'una intorno alle altre si aggiunge ad essa. Quando questo fattore sia stato preso in considerazione, la velocità radiale risulta più compatibile con l'appartenenza al sottogruppo. Inoltre, la presenza di una stella azzurra della massa di Mimosa all'interno di un'associazione OB come quella del Centauro inferiore-Croce non pare poter essere il frutto di una coincidenza. Basandosi su un metodo che non utilizza solo le velocità radiali delle stelle, ma anche la loro parallasse e il loro moto proprio e utilizzando misure più recenti relative a questi tre tipi di dati, Rizzuto et al. (2011) hanno assegnato Mimosa all'associazione con una probabilità del 73%.
Sulla base delle rilevazioni eseguite dal satellite Hipparcos, la parallasse di Mimosa è stata calcolata in 11,17 ± 0,98 milliarcosecondi, che la colloca alla distanza di 291 ± 26 anni luce dalla Terra. Tale distanza è compatibile con l'appartenenza al sottogruppo del Centauro inferiore-Croce.

## Caratteristiche fisiche
Sebbene, al pari di molte stelle dell'emisfero australe, non sia ancora stata intensamente studiata, le caratteristiche fisiche di Mimosa sono a grandi linee note. La stella è stata riconosciuta avere una velocità radiale variabile già all'inizio del XX secolo e come binaria spettroscopica da Heintz (1957), che deduce un periodo orbitale di 7-8 anni. Aerts et al. (1998), basandosi su osservazioni spettroscopiche effettuate nell'arco di 13 anni, forniscono una migliore stima dei parametri orbitali della binaria. Essi deducono un periodo orbitale di 1828,0 ± 2,5 giorni (poco più di 5 anni), una eccentricità orbitale di 0,38 ± 0,09, una inclinazione orbitale di 16° e un argomento del perielio di 293° ± 9°. Il semiasse maggiore dell'orbita è 8,7 UA (circa 1,3 miliardi di km), mentre l'alta eccentricità porta le due componenti ad avvicinarsi fino a 5,4 UA (circa 850 milioni di km) al periastro e ad allontanarsi fino a 12 UA (circa 1,8 miliardi di km) all'afastro.

### La principale

Mimosa si staglia sullo sfondo della Via Lattea.

Lo studio della principale è stato facilitato dal fatto che è stato possibile misurare il diametro angolare della stella tramite tecniche interferometriche. Utilizzando il Narrabri Stellar Intensity Interferometer, situato a Narrabri, nel Nuovo Galles del Sud, Hanbury Brown et al. (1974) hanno ottenuto un valore di 0,722 ± 0,023 mas. Alla distanza calcolata da Hipparcos, ciò corrisponde a un raggio di 6,92 R⊙. Altre informazioni utili allo studio della primaria derivano dai suoi parametri orbitali e dalla differenza di luminosità con la secondaria, che è risultata essere di 2,9 magnitudini a 443 nm. Ciò significa che la secondaria emette a questa lunghezza d'onda l'8,5% di quanto emette la primaria. Infine, Aerts et al. (1998) calcolano una gravità superficiale di 3,6 ± 0,1 log g; quest'ultimo dato è importante in quanto, assieme alla misura del raggio, permette di inferire, indipendentemente dalle tracce evolutive o dai parametri orbitali, la massa dell'astro, così da confermare la bontà delle misurazioni degli altri parametri stellari.
La migliore candidata a soddisfare tutti questi requisiti è una stella gigante di classe spettrale B0,5III, avente una massa di 16 M⊙, una temperatura superficiale di 27.000 ± 1000 K, e una luminosità di 34.000 L⊙. Utilizzando questi parametri e utilizzando le tracce evolutive di Bertelli et al. (1994), se ne deduce una età di 8-10 milioni di anni. Questo fa pensare che, sebbene già fuoriuscita dalla sequenza principale, la stella lo sia da poco. La velocità di rotazione proiettata della stella (v × sin i) è stata stimata essere 35 km/s. Poiché le binarie con un asse maggiore inferiore alle 10 UA hanno assi di rotazione tendenzialmente perpendicolari al loro piano orbitale, si può supporre che i sia compreso fra 15° e 20°; ciò implica che la velocità di rotazione sia circa 120 km/s. Dato il raggio della stella, se ne deduce un periodo di rotazione di circa 3,6 giorni.
Le proprietà del vento stellare della principale non sono ancora ben conosciute, ma sulla base di modelli teorici si può prevedere una perdita di massa di 10−8 M☉ per anno e una velocità di 2000 km/s. Si tratta di una massa circa mezzo milione di volte superiore a quella che il Sole perde ogni anno a causa del vento solare. Il vento stellare dell'astro è stato studiato nella banda dei raggi X mediante il telescopio spaziale Chandra. Ciò ha permesso di individuare nel vento due componenti ad alta temperatura, una, più forte, a 2,5 milioni di K, l'altra, più debole, a 6,5 milioni di K, ma non sono stati individuati altri segni tipici di shock a cui i venti molto rapidi delle stelle di classe spettrale O e delle prime sottoclassi della classe B vanno incontro. Inoltre l'emissione di raggi X presenta una variabilità poco accentuata. Ciò farebbe pensare a velocità inferiori a quanto previsto dai modelli teorici.
La principale di Mimosa è stata riconosciuta come variabile β Cephei fin dal 1938. Le variabili β Cephei sono stelle di classe spettrale B0-B2 III-V, aventi una massa compresa fra 10 e 20 M☉, che variano la loro luminosità di qualche centesimo di magnitudine in periodi compresi fra 0,1 e 0,3 giorni. Le variazioni sono dovute a pulsazioni della superficie della stella. Dal 1938 si sono succeduti vari tentativi volti a determinare il periodo di variazione della principale di Mimosa con risultati inizialmente molto discordanti fra loro: Pagel (1956) suggerisce un periodo di 0,16047 giorni, van Hoof (1962) un periodo di 0,236507 giorni e Shobbrook (1979) un periodo di 0,19120 giorni; Cuypers (1983) ripropone il periodo di Shobbrook correggendolo in 0,1911846 giorni. Aerts et al. (1998), lo studio più moderno finora pubblicato sulle variazioni della velocità radiale di Mimosa, individua tre periodi di variazione che si sovrappongono fra loro: il primo, vicino a quello già individuato da Shobbrook e Cuypers, è di 0,191184600 giorni (corrispondenti a 5,2305468 cicli per giorno); il secondo è di 0,167822 giorni e il terzo è di 0,182743 giorni. Le variazioni sono dovute a pulsazioni non radiali della stella aventi modi complessi. Probabilmente questo complicato profilo di variazioni dipende anche dalle interazioni della principale con la secondaria. Osservazioni fotometriche effettuate tramite il telescopio spaziale WIRE nel 2002 hanno permesso di confermare le osservazioni spettroscopiche di Aerts et al. (1998): Mimosa infatti presenta variazioni di luminosità che coincidono con i tre periodi individuati da questi studiosi nelle velocità radiali della stella. L'ampiezza delle variazioni è molto piccola: 3 millimagnitudini per il primo periodo, 2,7 per il secondo e 0,6 per il terzo.

### La secondaria

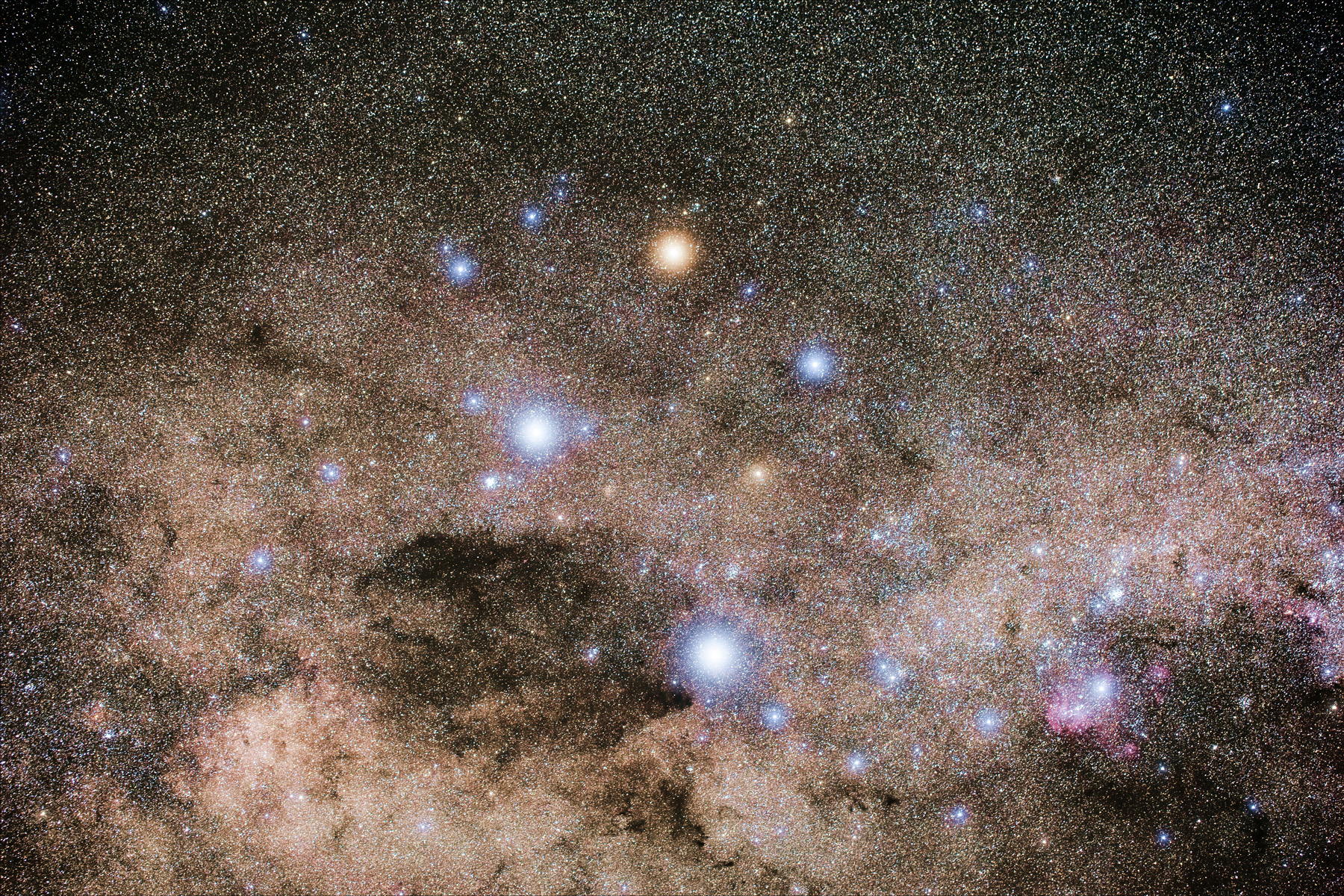
La costellazione della Croce del Sud. Mimosa è la stella più a sinistra, mentre Acrux è quella più in basso. Fra le due si osserva la nebulosa Sacco di Carbone.

Le caratteristiche della secondaria di Mimosa sono molto meno conosciute di quelle della primaria. Si tratta probabilmente di una stella azzurra di sequenza principale di classe spettrale B2V, avente una temperatura superficiale compresa fra 22.000 e 23.000 K e una massa di 10 M☉. Poiché emette l'8,5% della radiazione della primaria, la sua luminosità si dovrebbe aggirare intorno ai 2850 L☉. La sua orbita è moderatamente eccentrica (e=0,38) e il periodo orbitale attorno al centro di massa del sistema è di 1828 giorni, ossia 5 anni.

### La terza componente
Osservando Mimosa mediante il telescopio spaziale Chandra, Cohen et al. (2008) hanno scoperto una terza componente del sistema collocata a 4 arcosecondi dalla principale. Benché non rilevabile alle altre lunghezze d'onda, tale componente è molto luminosa ai raggi X, dove emette circa un terzo di quanto emesso dalla principale. Inoltre l'analisi spettrale ha permesso di rilevare che la fonte di tali raggi X ha componenti con temperature comprese fra 6,2 e 24 milioni di K, molto più elevate di quelle raggiunte dal vento stellare della principale. Infine tale fonte di raggi X è variabile, molto più di quanto non lo sia la principale a questa lunghezza d'onda.
Cohen et al. (2008) ipotizzano che la fonte dei raggi X sia identificabile con una stella pre-sequenza principale di piccola massa, probabilmente di classe spettrale K. Se questa ipotesi è corretta, essa è 12 magnitudini meno luminosa della principale, il che spiegherebbe l'impossibilità di osservarla nella banda del visibile, dato che essa viene completamente sovrastata dalla sua potente compagna. La terza componente è distante 430 UA (circa 65 miliardi di km) dalla coppia centrale del sistema, attorno alla quale orbita con un periodo di almeno 1000 anni.
Il Washington Double Star Catalog riporta l'esistenza di altre due compagne ottiche di Mimosa, chiamate β Crucis B e β Crucis C e che si trovavano nel 2000 a 42 e 372 arcosecondi dalla principale. Esse hanno rispettivamente magnitudine 11,40 e 7,17. Quasi certamente, tuttavia, esse non sono legate fisicamente alle tre componenti sopra descritte.

## Etimologia e cultura
L'origine del nome Mimosa non è del tutto chiara. Esso probabilmente deriva da quello dell'omonimo fiore. Alternativamente, potrebbe derivare dal latino mimus, che significa "attore". Invece il nome Becrux non è altro che la contrazione dei termini (Be)ta Crux(-is), così come per Acrux, Gacrux e Decrux.
In cinese l'asterismo costituito da β Crucis, α Crucis, γ Crucis e δ Crucis è chiamato 十字架 (Shí Zì Jià), che significa Croce. Tale nome fu coniato dagli astronomi cinesi, alla fine della dinastia Ming, basandosi su carte astronomiche occidentali. Essi di conseguenza chiamarono β Crucis 十字架三 (Shí Zì Jià sān), che significa la terza stella della Croce.
Mimosa è rappresentata nella bandiera dell'Australia, in quella della Nuova Zelanda e in quella della Papua Nuova Guinea, assieme alle altre quattro stelle brillanti della Croce del Sud; si ritrova anche nella bandiera del Brasile, rappresentata assieme ad altre 26 stelle, ciascuna delle quali rappresenta uno stato confederato. Beta Crucis rappresenta in particolare lo stato di Rio de Janeiro.